# おおいた遺産

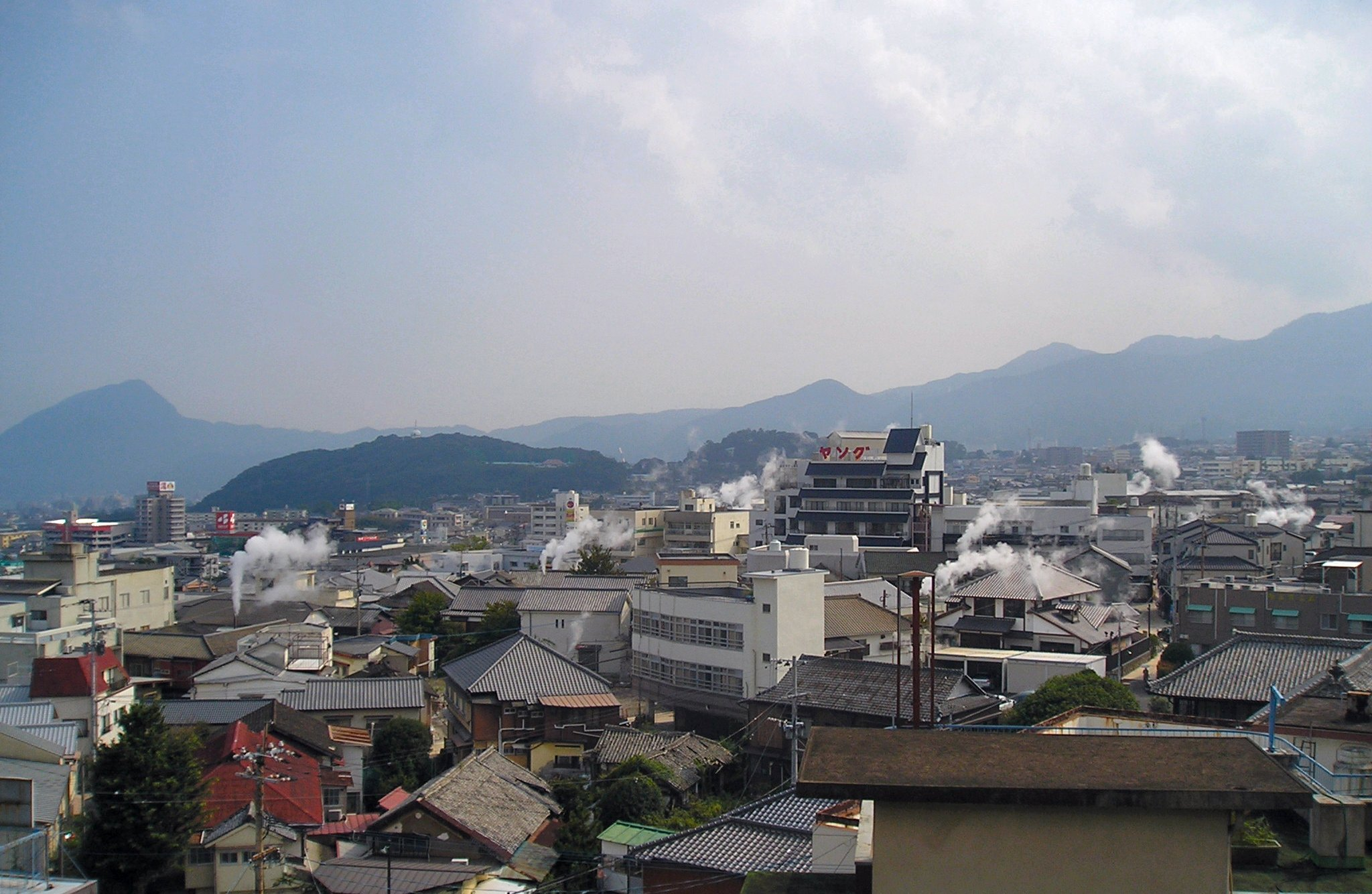
鉄輪温泉の湯煙

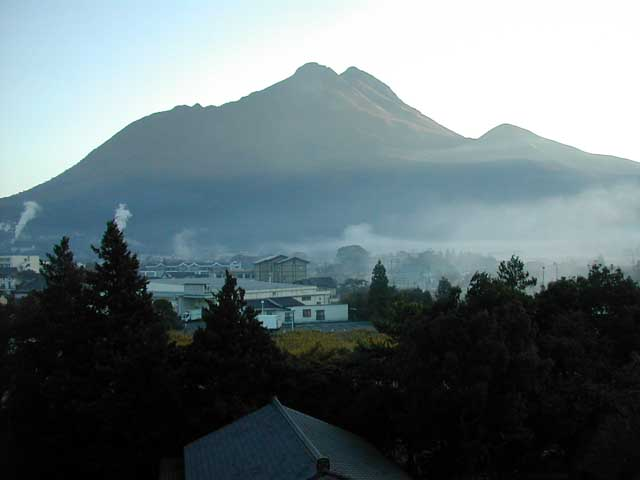
湯布院盆地と朝霧

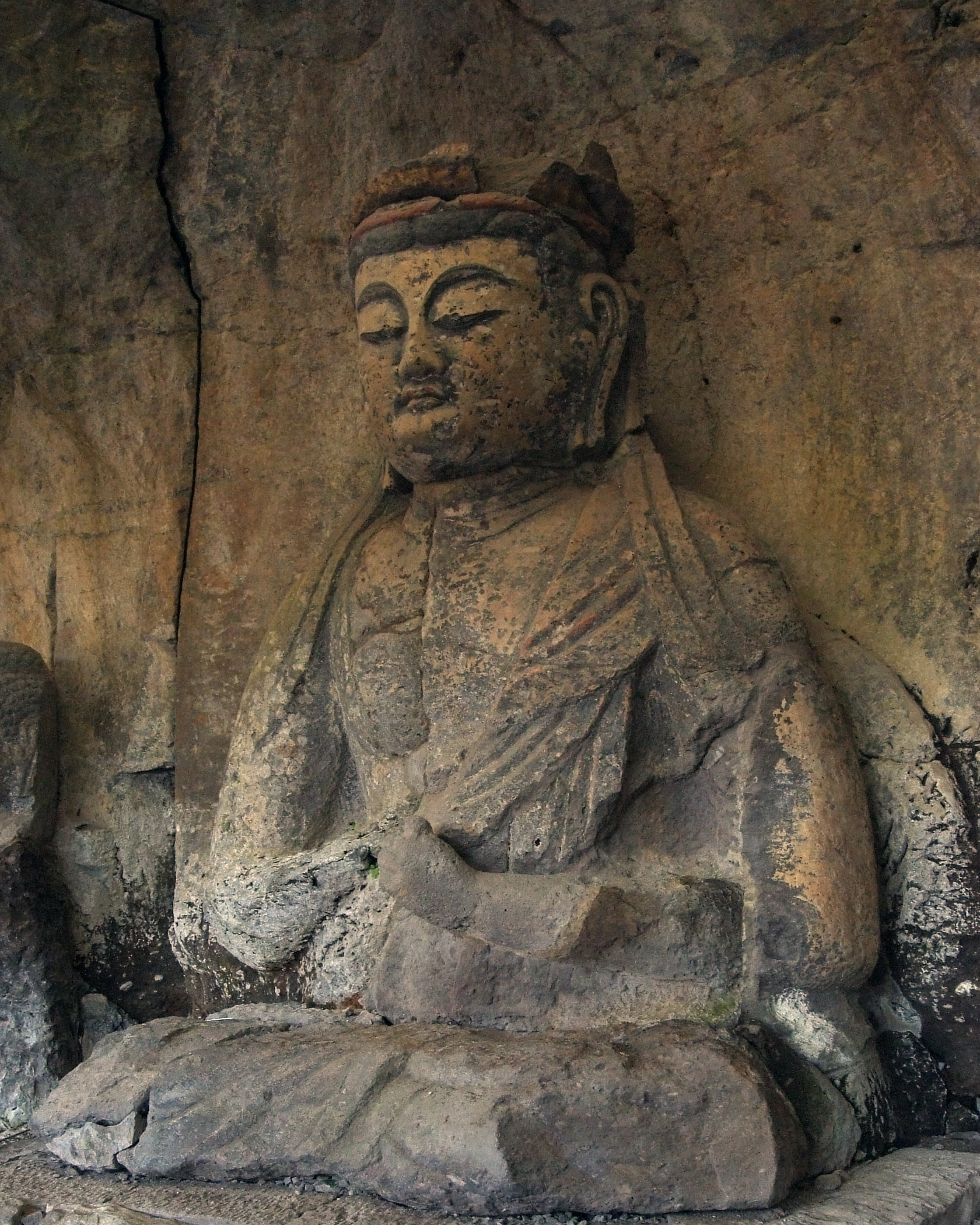
臼杵石仏

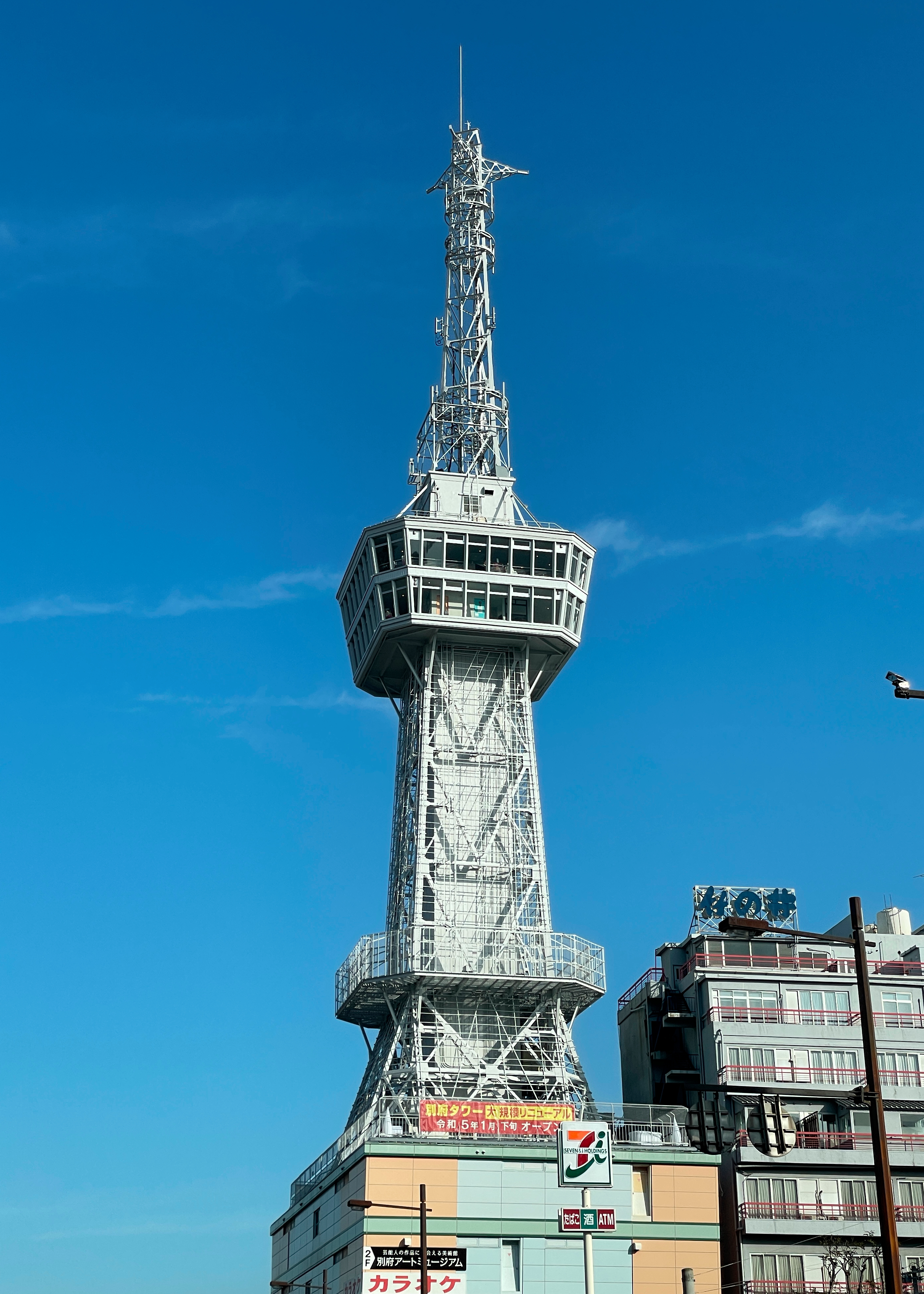
別府タワー

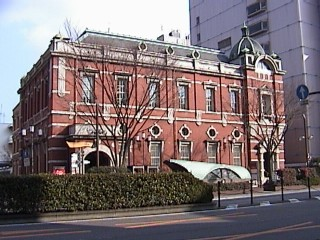
赤レンガ館

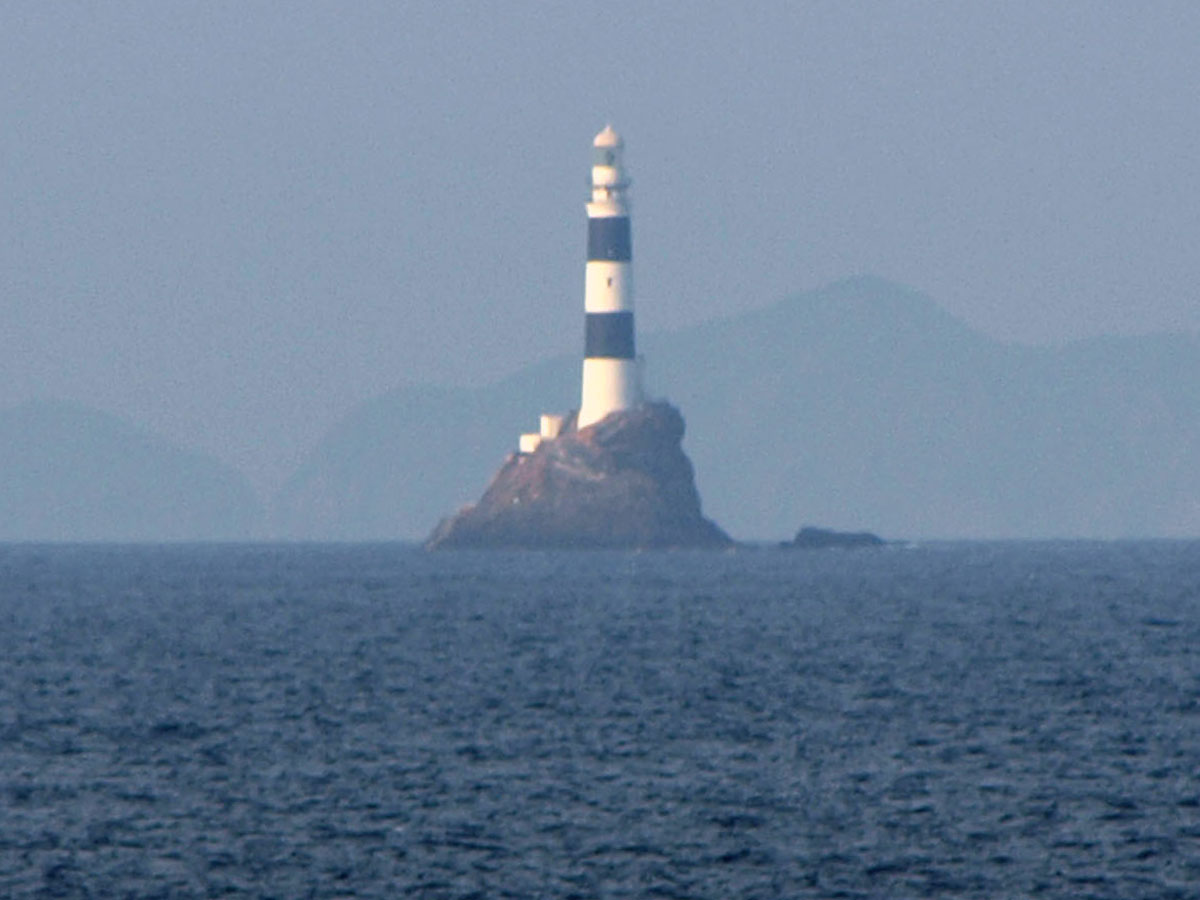
水の子島灯台

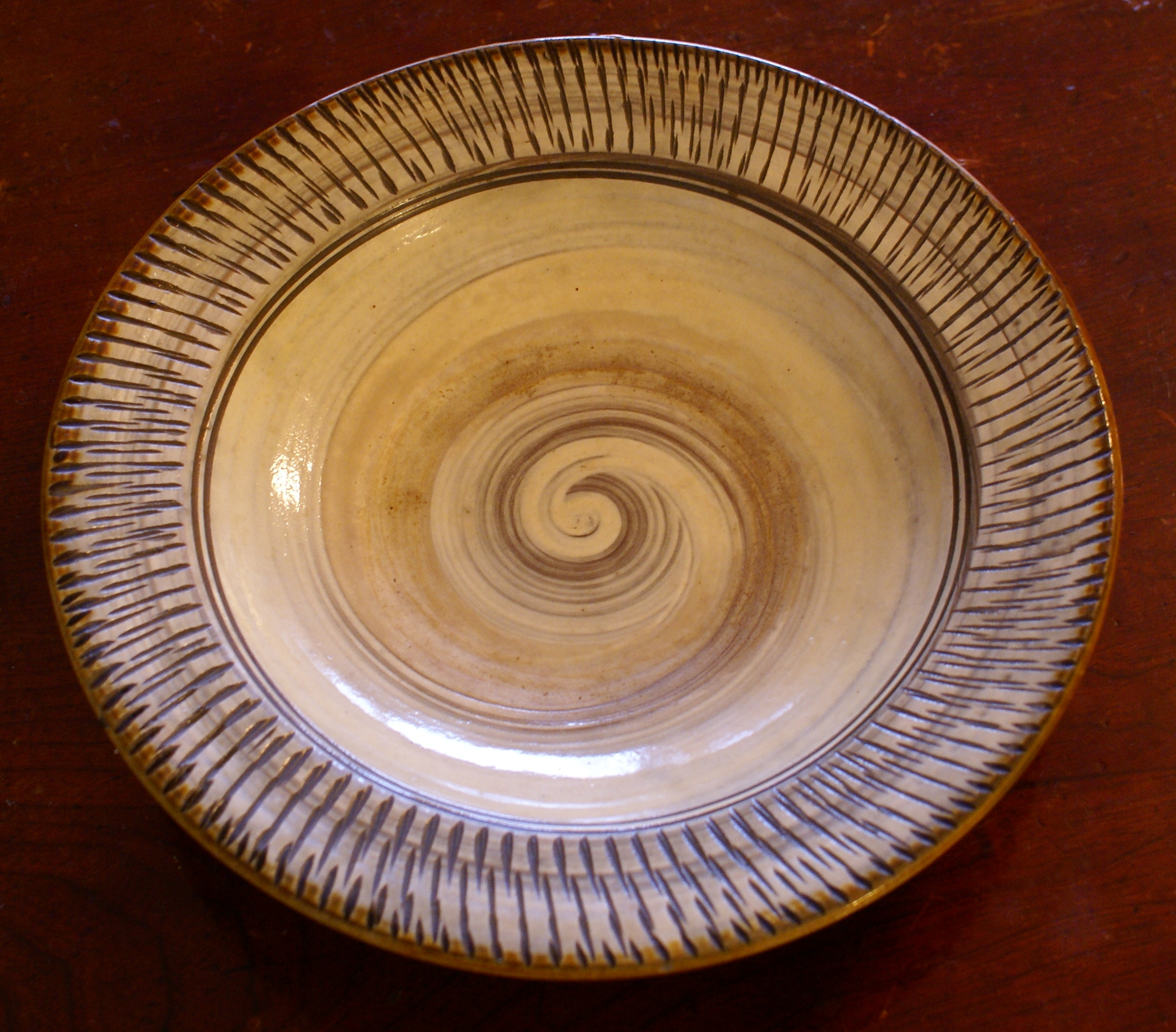
小鹿田焼

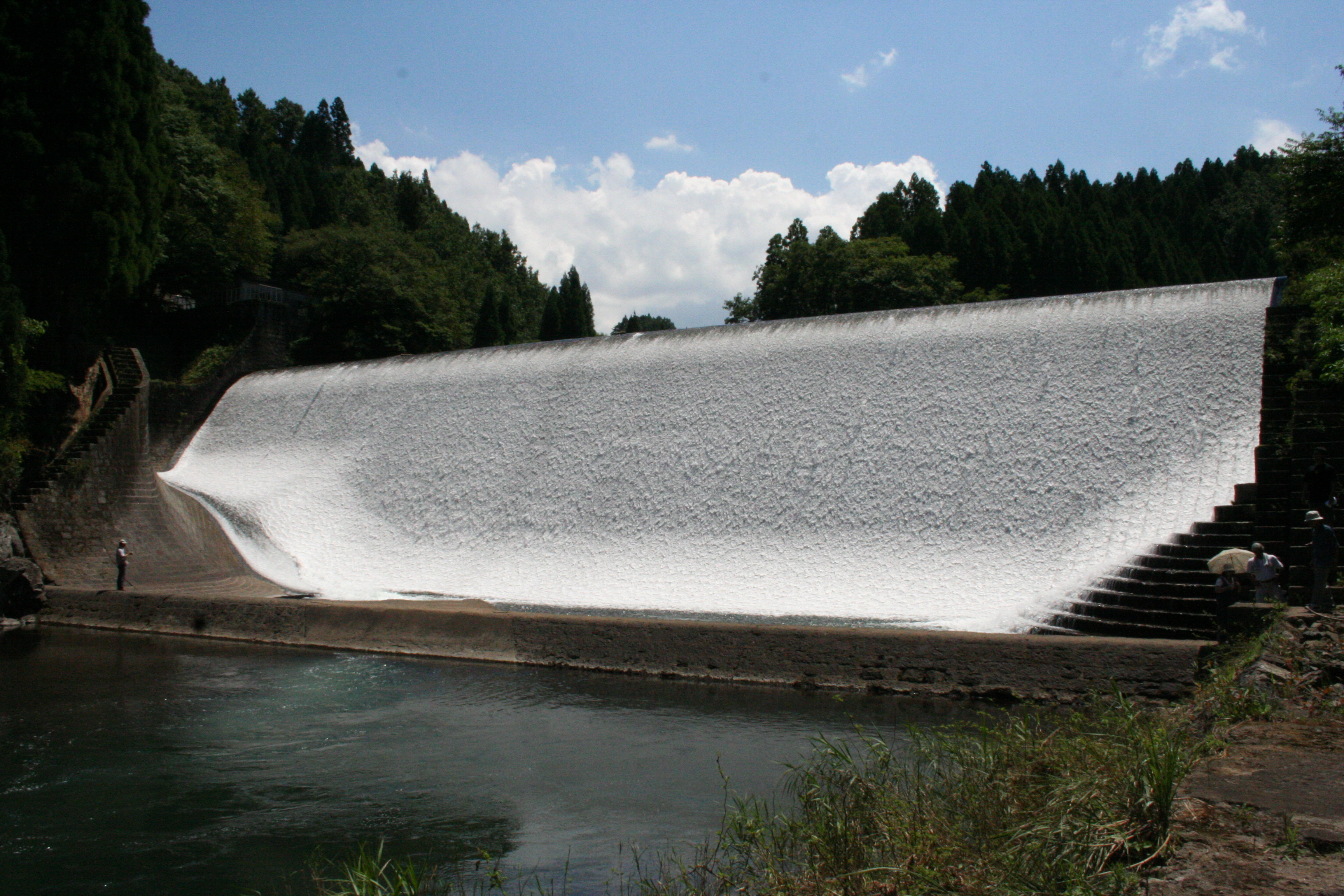
白水ダム

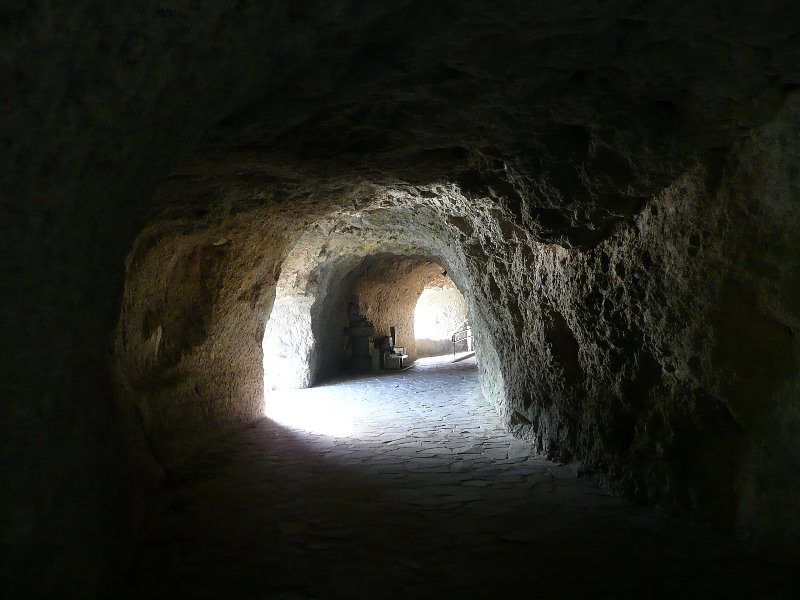
青の洞門

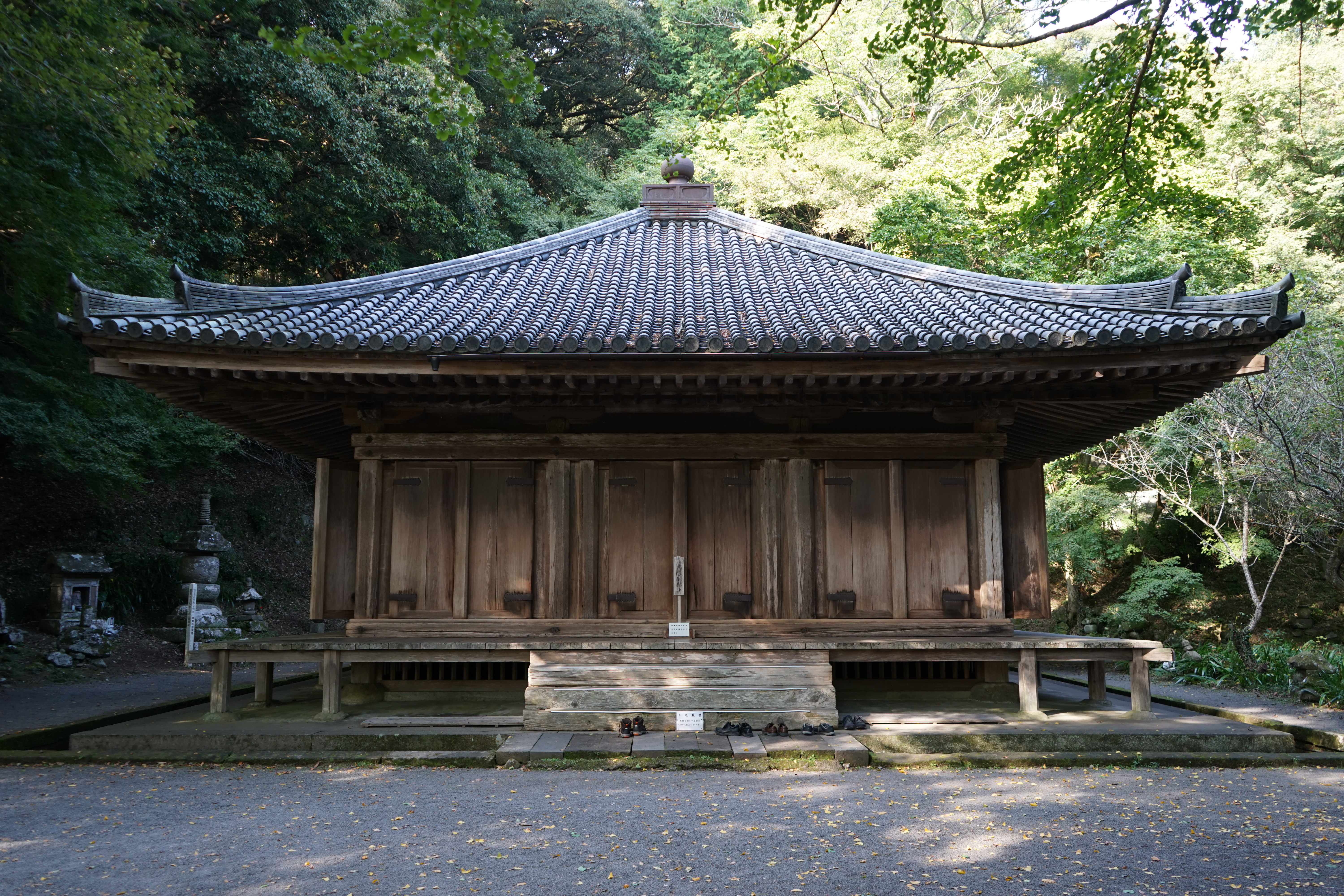
富貴寺

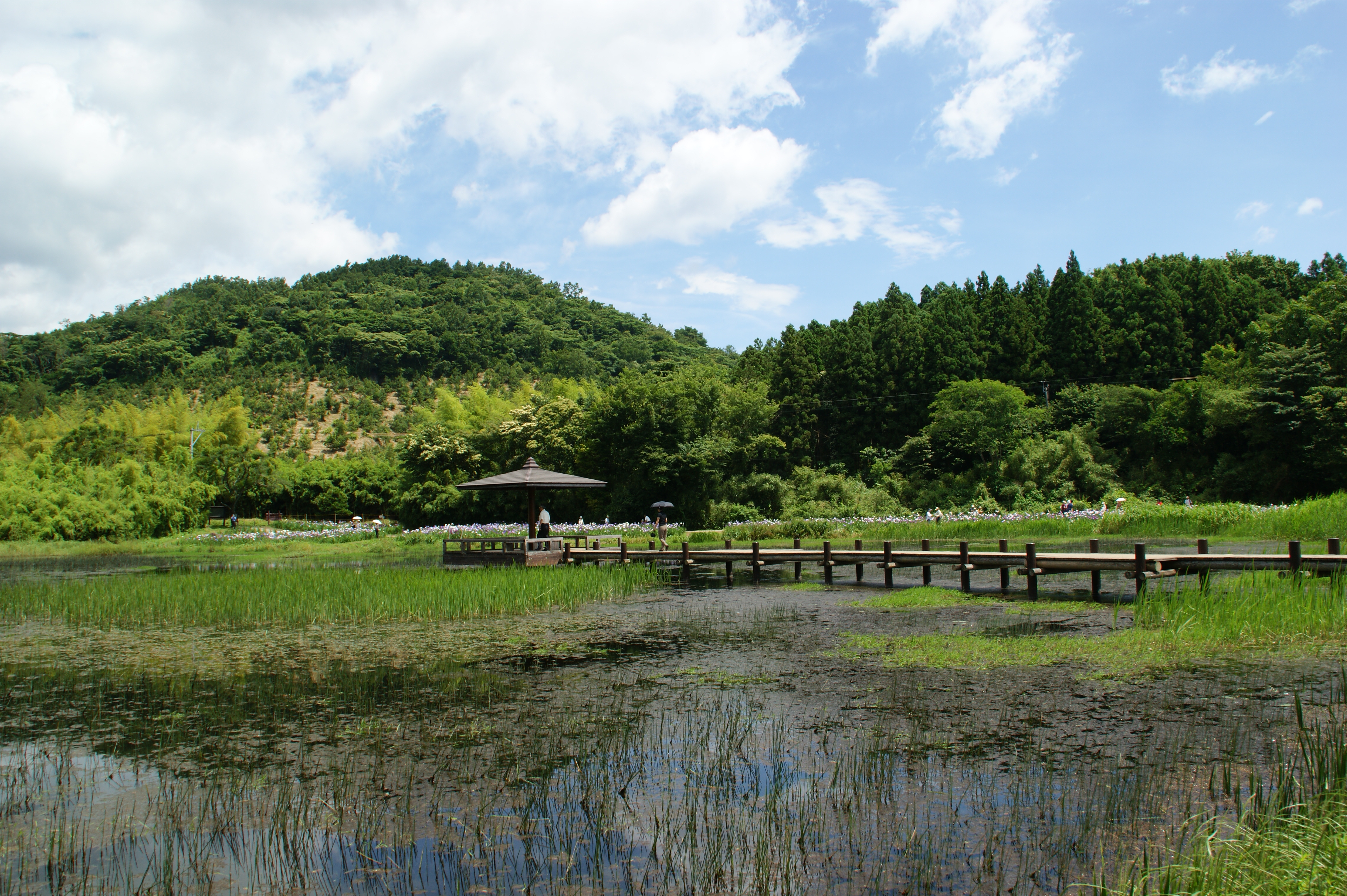
神楽女湖

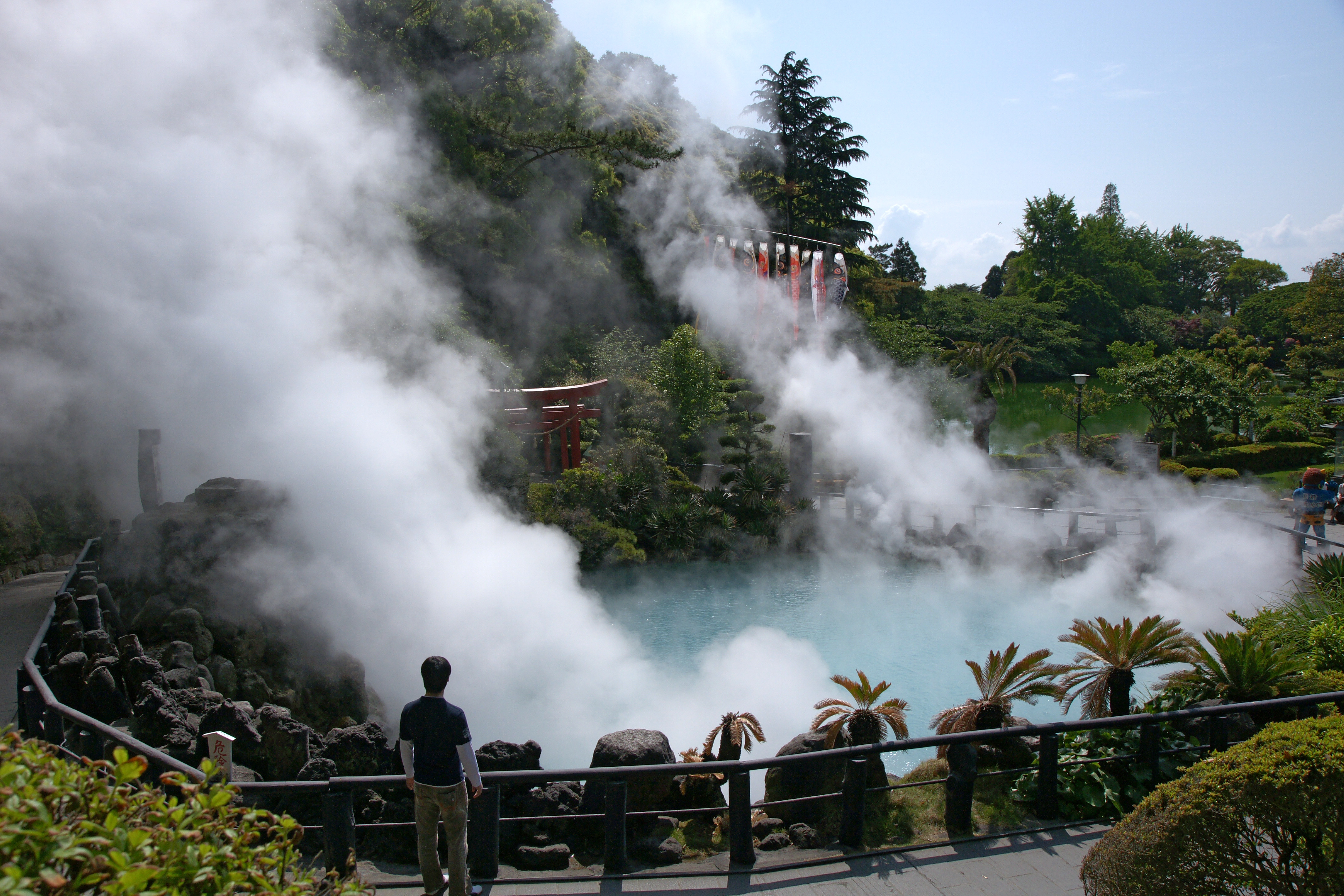
鉄輪・亀川の地獄群（海地獄）

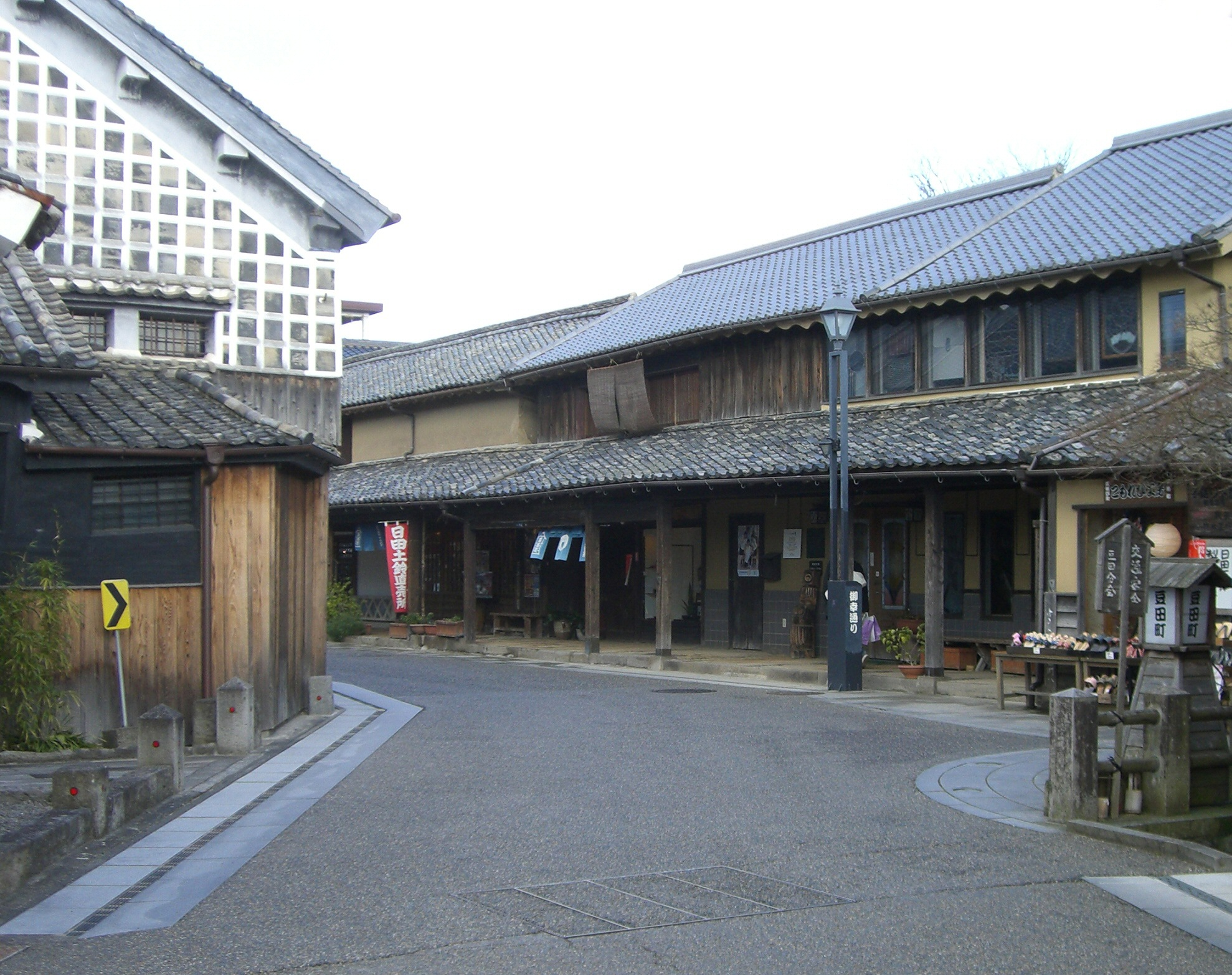
豆田町

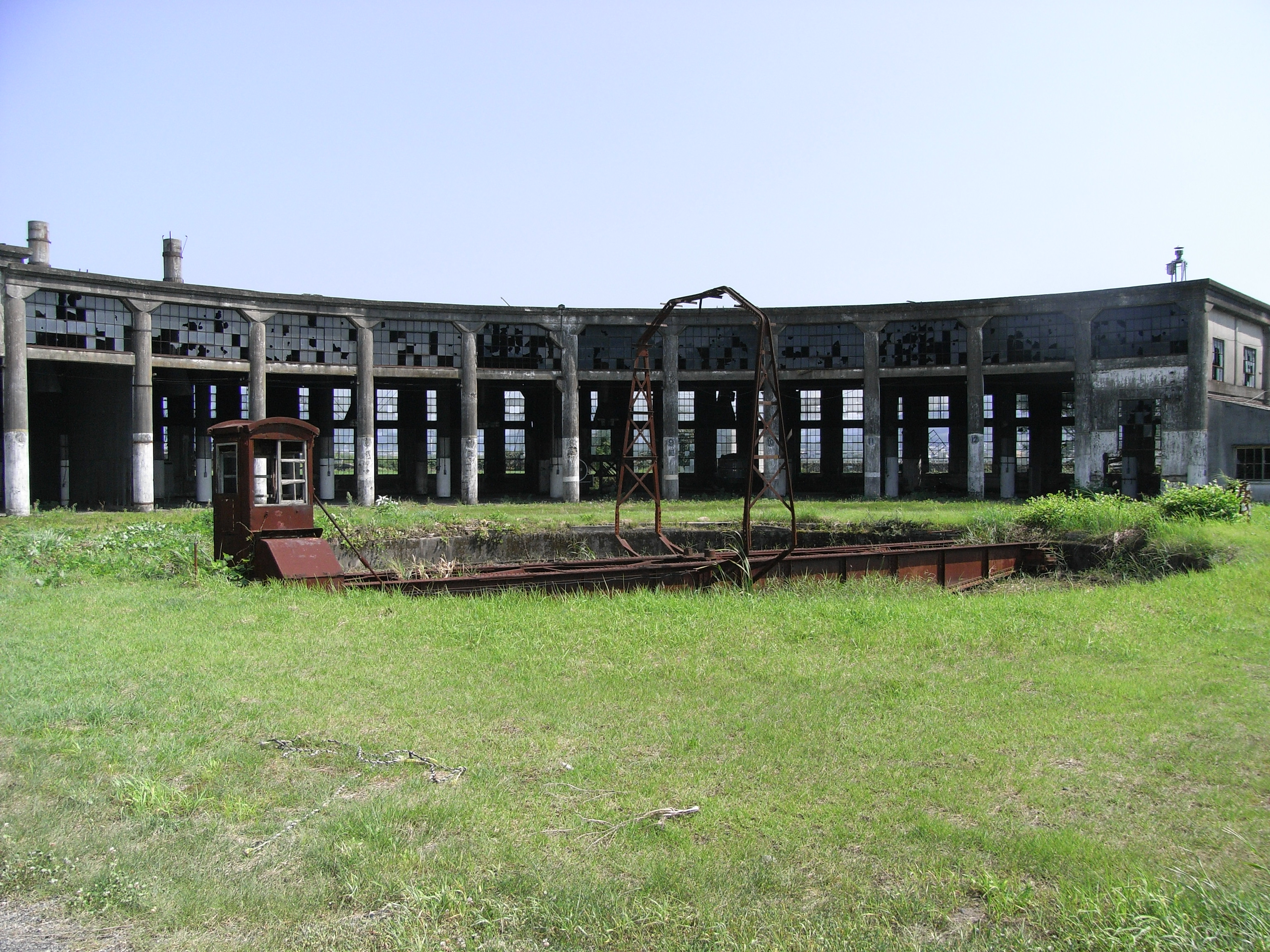
豊後森機関庫跡

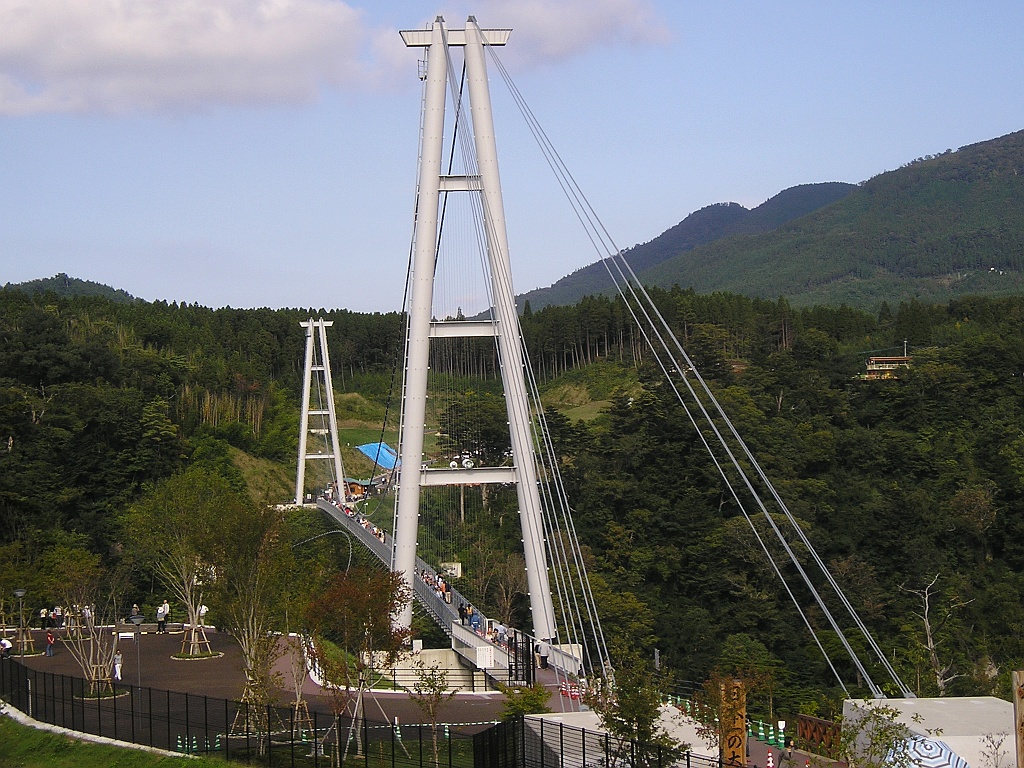
九重"夢"大吊橋

おおいた遺産（おおいたいさん）は、大分合同新聞社の主催により、同新聞の創刊120周年を記念して認定された未来に残したい大分県の景観、祭、建築など。2007年（平成18年度）に40件と特別認定1件、2008年（平成19年度）に40件、2009年（平成20年度）に39件の合計120件が認定されている。

## 概要
2007年で創刊120周年を迎えた大分合同新聞社が主催し、大分県及び社団法人ツーリズムおおいた（旧大分県観光協会）が共催して行われたもので、大分県市長会、大分県町村会、大分県商工会議所連合会、大分県商工会連合会、NHK大分放送局、大分放送、テレビ大分、大分朝日放送、エフエム大分、FMなかつが後援している。
2007年には、一般からの498件の応募の中から、辻野功別府大学教授を座長とする選考委員によって、景観、祭、建築など40件が認定されるとともに、「おおいた弁」が特別認定され、2007年3月19日の大分合同新聞朝刊で発表された。また、2008年3月27日に40件、2009年3月30日に39件が選定・発表されている。
2010年4月から2015年3月まで、大分県ウオーキング協会と大分合同新聞の主催で、約5年をかけて120すべてのおおいた遺産をめぐるおおいた遺産ウオーキングが開催された。

## おおいた遺産一覧

### 平成18年度認定
1. 中津の人形芝居（北原人形芝居と古要舞）（中津市）
2. 和間海岸の干潟（宇佐市）
3. 宇佐神宮の森と社（宇佐市）
4. 安心院の鏝絵（宇佐市）
5. 院内の石橋（宇佐市）
6. オオサンショウウオと生息地（宇佐市）
7. 熊野磨崖仏（豊後高田市）
8. 国東半島の山の歴史と景観（豊後高田市・国東市・杵築市・日出町）
9. 姫島盆踊り（姫島村）
10. 田染荘（豊後高田市）
11. ケベス祭（国東市）
12. 三浦梅園旧宅（国東市）
13. 奈多海岸の松（杵築市）
14. どぶろく祭り（杵築市）
15. ザビエルの歩いた道（日出町）
16. 明礬温泉の湯の花小屋（別府市）
17. 鉄輪温泉の湯煙（別府市）
18. 聴潮閣（別府市）
19. 竹瓦温泉（別府市）
20. 別府アルゲリッチ音楽祭（別府市）
21. 内成の棚田（別府市）
22. 高崎山（大分市）
23. 柞原の森（大分市）
24. 上野の森（大分市）
25. 鶴崎踊（大分市）
26. 由布岳南麓の野焼き草原（別府市・由布市）
27. 湯布院盆地と朝霧（由布市）
28. だんご汁（大分市）
29. 臼杵石仏（臼杵市）
30. 吉四六さん（臼杵市）
31. 保戸島のマグロ漁（津久見市）
32. 米水津間越海岸のハマユウ群落（佐伯市）
33. 大山の梅と日田の晩三吉（日田市）
34. 万年山・伐株山（玖珠町）
35. 坊ガツル・タデ原湿原（竹田市・九重町）
36. くじゅう連山のミヤマキリシマ（竹田市・九重町）
37. 久住高原（竹田市）
38. 岡城阯（竹田市）
39. 祖母・傾山系ブナ林（竹田市・豊後大野市）
40. 白山川とゲンジボタル（豊後大野市）

- 特別認定
  - 大分の歴史と暮らしを象徴する方言「おおいた弁」

### 平成19年度認定
1. 中津干潟（中津市）
2. 宇佐風土記の丘にある古墳群（宇佐市）
3. 岳切渓谷（宇佐市）
4. 天念寺修正鬼会（豊後高田市）
5. ホーランエンヤ（豊後高田市）
6. 真玉歌舞伎（豊後高田市）
7. 真玉海岸の夕陽（豊後高田市）
8. 姫島の黒曜石産地（姫島村）
9. 七島イ（国東市）
10. 両子寺仁王像と山門（国東市）
11. 城下町杵築（杵築市）
12. 守江湾の干潟とカブトガニ（杵築市）
13. 魚見桜（日出町）
14. 城下カレイ（日出町）
15. 別府タワー（別府市）
16. 別府の竹工芸（別府市）
17. 野津原今市の石畳（大分市）
18. 赤レンガ館（旧大分銀行本店）（大分市）
19. 豊後絞り（大分市）
20. 関アジ・関サバ（大分市）
21. 大分市高田の「輪中」集落群（大分市）
22. 豊後鶴崎 空桑思索の道（大分市）
23. 黒岳原生林と男池（由布市・竹田市）
24. 湯平温泉の石畳の坂（由布市）
25. 由布川峡谷（由布市・別府市）
26. 塚原高原（由布市）
27. 臼杵二王座歴史の道（臼杵市）
28. 津久見扇子踊り（津久見市）
29. 藤河内渓谷・木浦鉱山一帯とすみつけ祭り（佐伯市）
30. 城山（佐伯市）
31. 水の子島灯台（佐伯市）
32. 鮎のちょん掛け（佐伯市）
33. 小鹿田焼（日田市）
34. 咸宜園跡（日田市）
35. 角埋山と角牟礼城跡（玖珠町）
36. 硫黄山（九重町）
37. 白水ダム（竹田市）
38. キリシタン洞窟礼拝堂（竹田市）
39. 豊後紫草（竹田市）
40. 奥豊後大野川流域28ヶ所古寺磨崖仏と不動尊霊場（竹田市・豊後大野市）

### 平成20年度認定
1. 青の洞門と競秀峰（中津市）
2. 羅漢寺（中津市）
3. 薦神社と御澄池（中津市）
4. 福沢旧邸（中津市）
5. 一目八景（中津市）
6. 龍岩寺（宇佐市）
7. 宇佐海軍航空隊の戦跡遺構（宇佐市）
8. 姫島のアサギマダラ（姫島村）
9. 富貴寺（豊後高田市）
10. 草地おどり（豊後高田市）
11. 昭和の町（豊後高田市）
12. 文殊仙寺（国東市）
13. 的山荘（日出町）
14. 神楽女湖（別府市）
15. 別府市中央公民館（別府市）
16. 別府八湯（別府市）
17. 鉄輪・亀川の地獄群（別府市）
18. 大友氏遺跡と南蛮文化（大分市）
19. 大分城址公園（大分市）
20. 戸次本町の帆足本家と町並み（大分市）
21. 万寿寺（大分市）
22. 高島の自然と戦争遺跡（大分市）
23. 庄内神楽（由布市）
24. 由布院牛喰い絶叫大会（由布市）
25. 風連鍾乳洞（臼杵市）
26. うすき竹宵（臼杵市）
27. 津久見の石灰鉱山（津久見市）
28. 豊後二見ヶ浦（佐伯市）
29. 本匠のゲンジボタル（佐伯市）
30. 鷹鳥屋神社の森（佐伯市）
31. 日田祇園祭（日田市）
32. 豆田町と天領日田おひなまつり（日田市）
33. 鯛生金山（日田市）
34. 豊後森機関庫跡（玖珠町）
35. 九重"夢"大吊橋と九酔渓（九重町）
36. 姫だるま（竹田市）
37. ひょうたん祭り（豊後大野市）
38. 沈堕の滝（豊後大野市）
39. 原尻の滝（豊後大野市）